# DFC Germania Prague
Le DFC Germania Prague fut un club allemand de football localisé dans la ville de Prague, de nos jours en République tchèque.
Lors de la création du club, la ville de Prague faisait partie de l’Empire austro-hongrois.

## Histoire
Le club fut fondé le 22 juin 1899, sous l’appellation Deutscher Fussball-Club Germania Prag, par la réunion de deux équipes d’étudiants, nommées Unitas et Urania, qui existaient depuis l’année précédente. Le 9 juin 1899, le club fut officiellement enregistré à l’initiative de Josef Sedlak et d’Heinrich Nonner.
En janvier 1900, le DFC Germania fut un des fondateurs de la Fédération allemande de football (DFB).
Le club se choisit les couleurs Noir et Blanc. Le local fut installé au Café Weinberg dans le district appelé de nos jours Královske Vinohrady. Les matches se jouèrent à un endroit appelé Kanalgarten (en tchèque Kanalka). Le DFC Germania 1899 disposa rapidement d’une tribune et d’un club-house spacieux.
Le 7 novembre 1900, avec le DFC Prague et la section football du Regatta, le club fonda la Verband der Prager Deutschen Fußball-Vereine. Cela permit la création d’un championnat de Prague à trois clubs (dont le DFC Prague) que le DFC Germania remporta en 1901.
L’année suivante le titre praguois ne fut pas attribué en raison d'une égalité parfaite en finale.
Le 15 mars 1903 marqua la fin du DFC Germania. Submergé par les problèmes financiers, causés par la perte de son terrain (où l’église Georg fut construite), le club fut dissous. Les hésitations et désaccords entre certains dirigeants qui étaient issues du milieu de la Poste ou des Chemins de fer furent d’autres raisons de l’arrêt du club. Les joueurs s’en allèrent vers d’autres clubs praguois. Ce fut le cas de Ladislaus Kurpiel, qui jusqu’à la Première Guerre mondiale fut un des éléments vedettes du DFC Prague. Il fut d’ailleurs sélectionné dans l’équipe d’Autriche qui participa aux Jeux olympiques de 1912 à Stockholm.

## Sources
- Eintrag DFC Prag In: Grüne/Karn, Das große Buch der deutschen Fußballvereine, Kassel 2009, S. 386
- Lubomír Král: Historie německé kopané v Čechách. Prag 2006
- Sudetenpost aus Sudendeutsche Zeitung, le 8 juillet 1983